# Dorismar
Dora Noemí Kerchen (Buenos Aires, Argentina, 15. ožujka, 1979.) poznata i kao Dorismar ili Doris Mar argentinska je glumica, pjevačica i model. Najpoznatija je po ulozi Linde u meksičkoj telenoveli Trijumf ljubavi.

## Filmografija
| Godina        | Naslov                                 | Uloga           | Vrsta               |
| ------------- | -------------------------------------- | --------------- | ------------------- |
| 2010.         | Trijumf ljubavi                        | Linda           | telenovela          |
| 2010.         | Humor a quien humor merece             | -               | televizijska serija |
| 2009.         | Desmadruga2                            | -               | televizijska serija |
| 2009.         | Alma de hierro                         | Zorrilda        | telenovela          |
| 2007.         | XHDRbZ                                 | Diegova majka   | televizijska serija |
| 2005.         | Los 50 más bellos de People en Español | Dorismar        | TV show             |
| 2005.         | Sábado gigante                         | Dorismar        | televizijska serija |
| 2004.         | Protagonistas de la fama VIP           | Dorismar        | televizijska serija |
| 2004.         | El escándalo del mediodía              | -               | televizijska serija |
| 2002.         | Gata salvaje                           | Dorita Coneijta | telenovela          |
| 2001.         | Secreto de amor                        | Doris Mar       | televizijska serija |
| 2000. – 2006. | Caliente                               | -               | televizijska serija |
| 1998.         | El gordo y la flaca                    | Dorismar        | televizijska serija |
| 1996.         | La nena                                | -               | televizijska serija |